# Прапор Ліра
Прапор Ліра відсилає до історії та території бельгійського міста. Він складається з 7 рівновеликих горизонтальних смуг, 4 білих і 3 червоних. Прапор безпосередньо походить від муніципального герба, де червоні крокви замінені горизонтальними смугами.
Прапор був офіційно затверджений муніципальною радою 22 лютого 1988 року. 13 грудня 1988 року він був підтверджений урядом Фландрії та остаточно опублікований 8 листопада 1989 року в офіційному бельгійському державному віснику.

Офіційно прапор описується так: 
Сім однаково високих смуг білого і червоного кольорів.

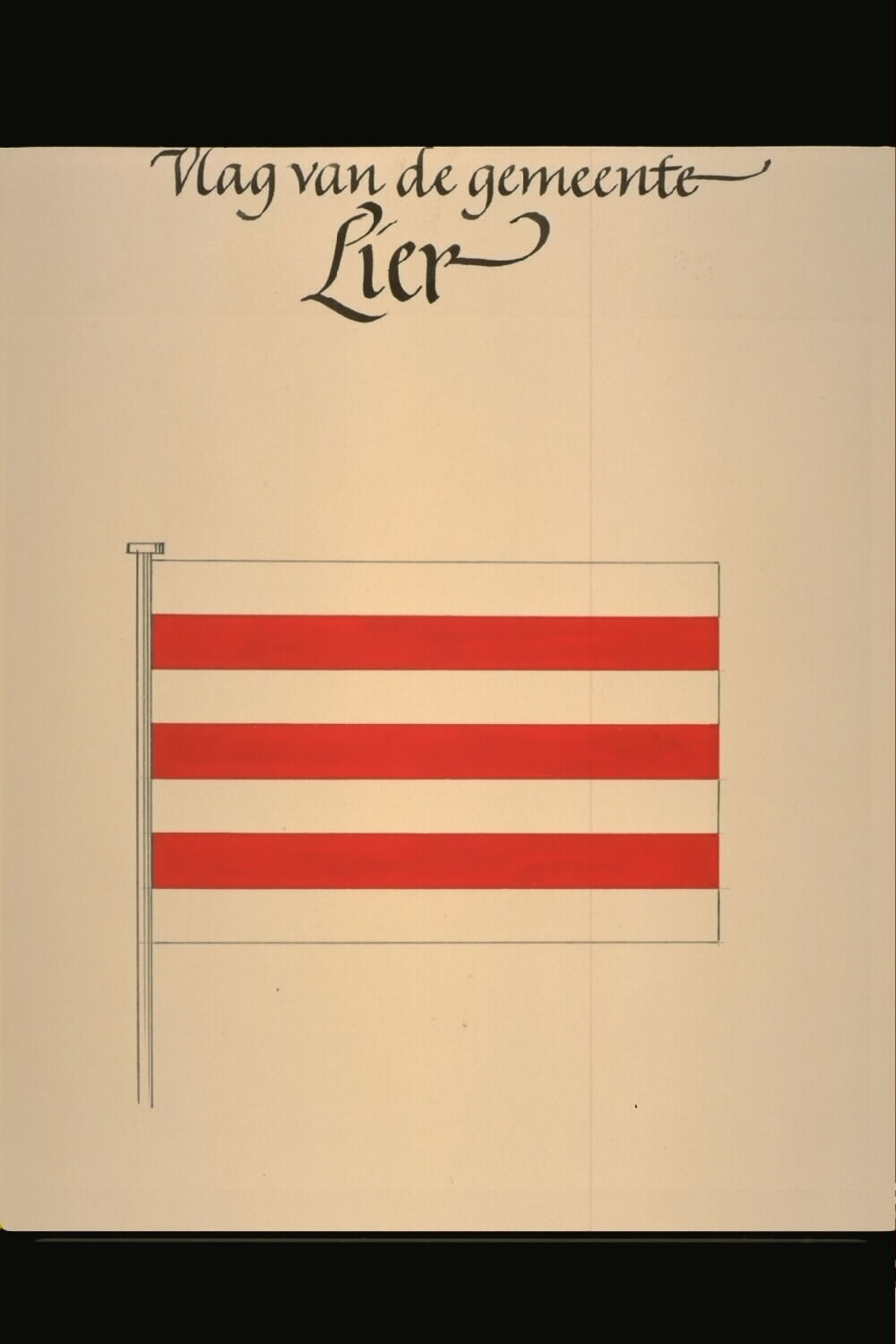
Офіційний малюнок прапора
Герб Ліра